# Mónica Spear
Mónica Spear, geboren als Mónica Spear Mootz, (Maracaibo, 1 oktober 1984 – Puerto Cabello, 6 januari 2014) was een Venezolaans model en actrice.

## Levensloop en carrière
Spear werd geboren in Maracaibo. In 2004 werd ze Miss Venezuela. Vanaf 2006 bouwde ze een acteercarrière uit. Ze speelde vooral in Venezolaanse telenovelles en soaps.
In 2014 werd Spear vermoord tijdens een vakantie met haar ex-man, Thomas Henry Berry, en haar vijfjarige dochter. Ook haar ex-man kwam hierbij om het leven.